# 北迫川
北迫川（きたばがわ）は、福島県双葉郡楢葉町、広野町を流れる河川であり、二級水系北迫川水系の本流である。

## 地理
楢葉町南東部上小塙地区の山中を水源とする。楢葉、広野両町境を東進したのちに南東に流れを変え、広野町北部の上北迫、下北迫地区を横断し太平洋に至る。

### 流域の自治体
福島県
- 双葉郡
  - 楢葉町
  - 広野町

## 支流
下流より記載
- 杉内川

## 災害
- 2011年3月11日 - 東北地方太平洋沖地震に伴う津波により河口部周辺に壊滅的な被害をもたらした。

## 主な橋梁
下流より記載
- 北釜橋（福島県道391号広野小高線）
- 北迫川橋梁（JR常磐線）
- 廣野橋（二級町道28号築地新町線）
- 北迫橋（国道6号）
- 松葉橋（農道）
- 田戸作橋（二級町道41号田戸作線）
- 関山橋（農道）
- 本郷橋（広野町道38号関山土ヶ目木線）
- 第二荒神橋（一級町道36号北迫線）
- 第一荒神橋（一級町道36号北迫線）
- 山ノ神前橋（一級町道36号北迫線）
- 北迫川橋（常磐自動車道）
- 新第五大正橋（福島県道35号いわき浪江線）
- 一本松橋（広野町道101号鶴ケ崎線）
- 太田農橋（福島県道35号いわき浪江線）
- 北迫川橋（広野町道93号大平鶴ケ崎線）
- 七曲橋（福島県道35号いわき浪江線）
- 界橋（林道）